# Licence (França)

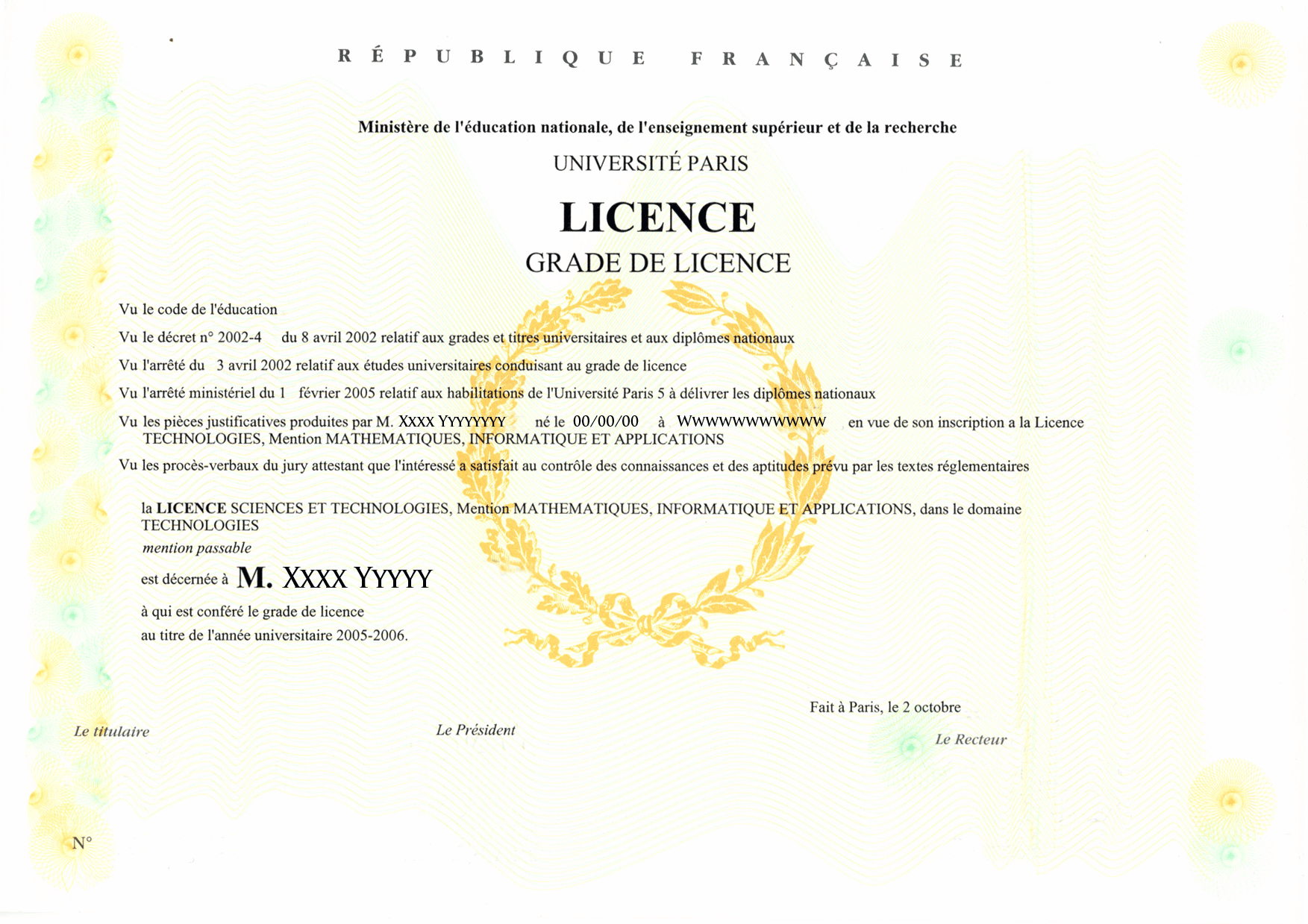

Na França, a licence  ou licenciatura é um diploma nacional e um grau universitário dito de primeiro ciclo (correspondente a três anos de estudo após o ensino médio) do ensino superior francês. A obtenção da licence possibilita a continuidade dos estudos universitários através de um master.

## O grau delicence (licenciatura)
O grau de licence existe na França depois da Idade Média. Foi transformado em grau nacional pelo decreto do 17 de março de 1808 (criação da Université impériale). Entretanto, a noção de grau é aos poucos esquecida. Em 2002, graças à reforma Licence-Master-Doctorat, as noções de grau e de diplomas universitários são redefinidos tendo em vista as referências européias, detendo a licence como um dos quatro graus. Desde 2007, os estudos que conduzem aos grau de licence correspondem por definição ao primeiro ciclo universitário francês.
O grau de licence é atribuído, na França, aos titulares do:
- diploma de licence;
- diploma de estudos em arquitetura;
- diploma de enfermeiro;
- diploma de contabilidade e gestão;
- diploma da École militaire interarmes;
- diploma de formação geral em ciências médicas;
- diploma de formação geral em ciências farmacêuticas;
- diploma de formação geral em ciências odontológicas;
- diploma de formação geral em ciências maiêuticas (obstetrícia);
- diploma de terapia ocupacional.